# Guillaume Chérel
Guillaume Chérel, né à Paris en 1964, est un écrivain et journaliste français, auteur de romans, de polars, d'essais, de récits de voyage et de livres pour enfants.

## Biographie
[style à revoir]
Guillaume Chérel passe son enfance à Bagnolet et à Montreuil, en Seine-Saint-Denis, au sein d'une famille de culture communiste, tendance Pif Gadget, ex-ORTF et SFP.
Journaliste - d'abord dans le sport puis la critique littéraire, il a été assistant-réalisateur et car-sitter[évasif] à New-York. Il parcourt alors le monde, des Comores en Chine, en passant par le Maghreb et l'Afrique francophone.
En 1986, Guillaume Chérel abandonne ses études de Lettres à la Sorbonne puis fait ses premiers pas en tant que journaliste dans les pages Sports de L'Humanité. Il travaillera ensuite pour Révolution, Regards, Politis, Technikart, VSD, et deviendra critique littéraire pour Le Point et L'Humanité.
Installé dans un village près de Toulouse en 2002, il est retourné à Paris en 2009. Lancé grâce à la série du Poulpe, dont il écrit le no 71, Tropique du Grand Cerf, en 1996, Guillaume Cherel obtient à deux reprises la bourse Stendhal-Cultures France : en 2004 pour Les Pères de famille ne portent pas de robe, paru chez Julliard, et en 2008 pour Sur la route again (paru chez Transboréal en 2013).

## Œuvre

### Romans

#### SérieZarma le Zarbi
- Zarma le Zarbi, Fleuve, 1998
- Les Enfants rouges, Flammarion, 2001
- Prends ça dans ta gueule !, Rocher, 2006

#### Autres romans
- Tropique du Grand Cerf, Éditions Baleine, 1998
- Les pères de famille ne portent pas de robe, Julliard, 2004
- Les hommes sont des maîtresses comme les autres, Plon, 2013 (Pocket 2015)
- Un bon écrivain est un écrivain mort, Mirobole, 2016[3],[4]
- Cadavres, Vautours et Poulet au citron  Michel Lafon 2018
- La femme qui mangeait des fleurs, Melmac-Cat, 2021

### Littérature pour la jeunesse
- Sur la piste de Liza, Thierry Magnier, 2000
- La Fille aux cheveux roses, Syros Jeunesse, collection Souris noire, 2004

### Biographies et récits
- Hemingway : l'écrivain et son île, Le Castor Astral, collection Tombeau, 1998
- Jack London, le mangeur de vent, Flammarion, 2000 - E. Fractions, 2014
- Sur la route again : aux États-Unis avec Kerouac, Transboréal, 2013
- Papa Graine, avec Isabelle Maltese et Audrey Hervé, éd. Anne Carrière, 2019[5]

### Essai
- Le Fils caché de Trotsky, Christine Derey, 2002